# Polyura genymedes
Polyura genymedes är en fjärilsart som beskrevs av Otto Staudinger 1896. Polyura genymedes ingår i släktet Polyura och familjen praktfjärilar. Inga underarter finns listade i Catalogue of Life.